# Modo Hockey Dam
Modo Hockey Dam startades 1969 under Ulla Jonssons ledning och är damsektionen i ishockeyklubben Modo Hockey från Örnsköldsvik i Sverige. Representationslaget spelar i Svenska damhockeyligan sedan säsongen 2008 och juniorlaget spelar i Division 1 Norra.

## Historik
Ishockeyverksamheten i dagens Modo Hockey startades 1938 då den 1921 bildade idrottsklubben Alfredshems IK bildade en ishockeysektion. 1963 bytte föreningen namn till Modo AIK som 1987 delades upp i ishockeyklubben Modo HK, i vardagligt tal "Modo Hockey", och fotbollsklubben MoDo FF.
Den första organiserade dammatchen i ishockey i Sverige spelades 1969 mellan Modo AIK och Timrå IK. Modo har tillhört eliten inom svensk damhockey sedan slutet av 1980-talet men vann inte SM-guld förrän säsongen 2011/2012. MoDo är det lag som med sina 13 medaljer har tagit flest medaljer av samtliga lag sedan SM i ishockey för damer startade 1988 (efter säsongen 2011/2012). Speciellt framgångsrika har de varit på 2000-talet med hittills ett guld, två SM-finaler och sju brons. Totalt har laget tagit ett SM-guld, tre SM-silver och nio SM-brons, där de bland annat tog brons under de tre första säsongerna av Riksserien.
Under höstspelet i Division 1 2007 kvalificerade sig Modo, som ett av åtta lag, för den nystartade Riksserien och har sedan dess spelat alla fem säsonger i högsta serien (och är även kvalificerade för den sjätte, 2012/2013) och ligger efter säsongen 2011/2012 trea i damernas maratontabell för Riksserien efter Segeltorps IF och Brynäs IF. Och precis som på herrsidan så har MoDo en omfattande ungdomsverksamhet på damsidan, där bland annat MoDos damjuniorer spelar i den regionala norra Division 1-serien (som de vunnit både säsongen 2010/2011 och 2011/2012), vilket är den näst högsta serien i ishockey för damer.
MoDos första match i Riksserien spelades den 16 januari 2008 borta mot Skellefteå AIK, MoDo vann matchen med 5-0 och historisk första målskytt blev Erika Grahm som gjorde 1-0 efter 02:11 av andra perioden.
2010/2011 gjorde MoDo sin bästa säsong i Riksserien då de vann 23 av 28 matcher i grundserien och slutade på andra plats i serien bara en poäng efter Segeltorp. Det gjorde att de var direktkvalificerade att spela SM-semifinal där de för andra året i rad mötte Brynäs IF. Efter en mållös första period så gjorde MoDo både 1- och 2-0 genom Erika Grahm och Frida Svedin Thunström, men förlorade till sist matchen med 2-3 efter endast 18 sekunder in på förlängningen. MoDo förlorade sedan även bronsmatchen mot Linköpings HC med 2-4 och blev utan medalj för första gången sedan Riksserien startade.
Inför säsongen 2011/2012 tappade MoDo ett flertal spelare och kom till spel med ett lag där samtliga spelare var födda på 1990-talet och en medelålder på 18 år. Efter en lite trevande inledning på säsongen, där MoDo låg på femte plats efter 14 spelade matcher och tio poäng upp till Segeltorps IF på andra platsen, avslutade de seriespelet med 13 raka vinster och var för andra säsongen i följd direktkvalificerade för SM-semifinal. Där väntade Linköpings HC och efter att MoDo hade vunnit första matchen nere i Linköping med 6-3 vann man även returen på hemmaplan med 5-0 och ställdes mot Brynäs IF i SM-finalen. Maria Lind blev matchhjälte för MoDo genom att göra finalens enda mål efter 13:30 av första perioden. Två MoDo-spelare fick även pris som årets bästa spelare i Riksserien 2011/2012, Valentina Lizana, som även blev utsedd till SM-finalens MVP, blev årets målvakt och Johanna Olofsson blev årets back .

## Meriter
| GULD (1): - 2011/2012 | Silver (5): - 1988/1989 - 2001/2002 - 2005/2006 - 2013/2014' - 2023/2024 | Brons (9): - 1987/1988 - 1998/1999 - 2000/2001 - 2002/2003 - 2004/2005 - 2006/2007 - 2007/2008 - 2008/2009 - 2009/2010 |

- Största hemmaseger i Riksserien: 5 mars 2011, MoDo - Munksund/Skuthamn 10 - 0
- Största bortaseger i Riksserien: 24 januari 2010, Västerås - MoDo 1 - 12
- Flest poäng i Riksserien: Therése Sjölander 108 (tom 2010/2011)
- Flest mål i Riksserien: Therése Sjölander 51 (tom 2010/2011)
- Flest assist i Riksserien: Therése Sjölander 57 (tom 2010/2011)

## Kända spelare
- Tina Enström
- Erica Udén Johansson
- Frida Nevalainen
- Emma Nordin
- Therése Sjölander
- Frida Svedin Thunström
- Isabelle Jordansson
- Valentina Wallner
- Saija Tarkki
- Anna Vikman
- Erika Grahm

## Hemmaarena
Modo Hockeys damer spelar sina hemmamatcher i Hägglunds Arena. Tidigare spelade laget i Kempehallen och Modohallen. Den 2 januari 2010 mötte Modo Segeltorps IF hemma i Hägglunds Arena och satte publikrekord för Riksserien när det kom 832 åskådare.